# Лубино (Смоленская область)

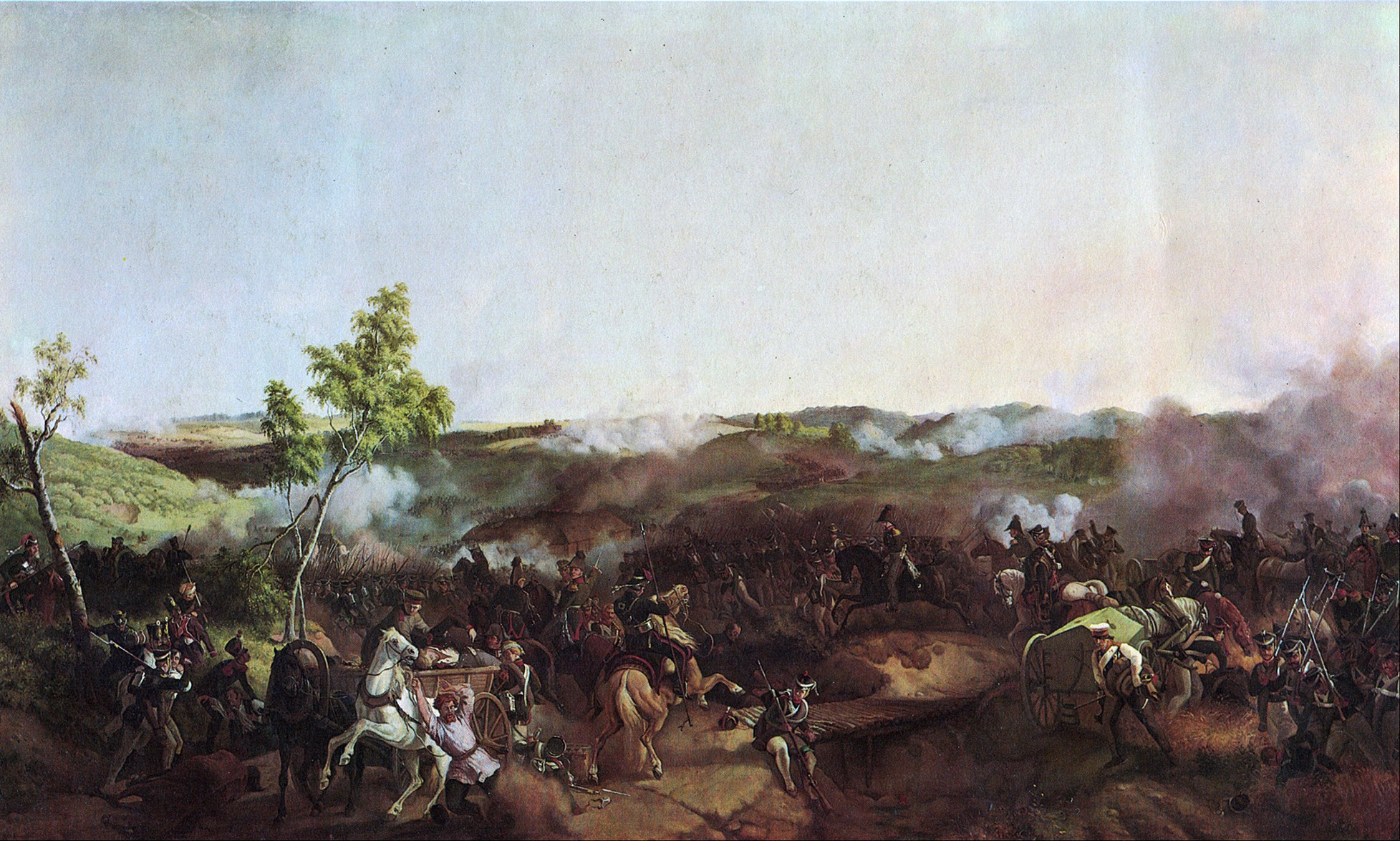
Бой у Валутиной Горы. Петер фон Гесс

Лубино — деревня в Кардымовском районе Смоленской области России. Расположена в центральной части области в 14 км к юго-западу от Кардымова, у объездной дороги Смоленска, соединяющей автомагистраль М1 «Беларусь» и автодорогу А141. В 2 км к югу от деревни станция Духовская на железной дороге Смоленск-Москва. В настоящее время постоянного населения не имеет. Входит в состав Мольковского сельского поселения.

## История
В 1812 году у деревни было крупное сражение русских войск с французами, известное как Бой у Валутиной горы. В 1859 году в казённой деревне Мольково было 9 дворов, 77 жителей (Список населённых мест Смоленской губернии). В настоящее время территория деревни используется под дачи, сохранился большой яблоневый сад.

## Экономика
В начале 1990-х годов в деревне существовало фермерское хозяйство «Лубино», в настоящее время ликвидировано. 